# 警察故事 (1986年電視劇)
《警察故事》（英語：Crime Story，港譯：勢不兩立，大陸譯罪恶芝加哥，台譯終極警網）是美國1986年播映的犯罪動作電視影集，也是名導演麥可·曼繼《邁阿密風雲》後又一得意之作。
剛烈刑警由美國演員丹尼司·法瑞納飾演；劇情講述美國北部大都會芝加哥黑社會領袖雷·路卡（Ray Luca，安東尼·丹尼生飾）美國本土黑幫犯罪與芝加哥刑警追捕故事；全片寫實描繪第二次世界大戰結束以後1950年代芝加哥黑幫多角化發展。
影片播放近3年，結局劇情竟是：為躲避刑事追捕，流氓頭子竟又「誤入歧途」開車躲到以為最安全、竟不知是內華達州美軍原子彈試炸場。

## 電視
- 影集在台灣台視頻道以英語原文播出數年。
- 影集裡出現數支動聽流行歌曲，搭配烘托劇情起伏，例如：
  - 《遠走高飛》（Run away，影集片頭音樂）
  - 《盜匪》（Rebel Yell，比利·爱多尔唱）

## 外部連結
- 互联网电影数据库（IMDb）上《Crime Story》的资料（英文）
- AllMovie上《Crime Story》的资料（英文）
- 爛番茄上《Crime Story》的資料（英文）
- Episode guide（页面存档备份，存于）
- "An American epic in 42 episodes"（页面存档备份，存于） - Daily Telegraph retrospective article